# Anja Gockel

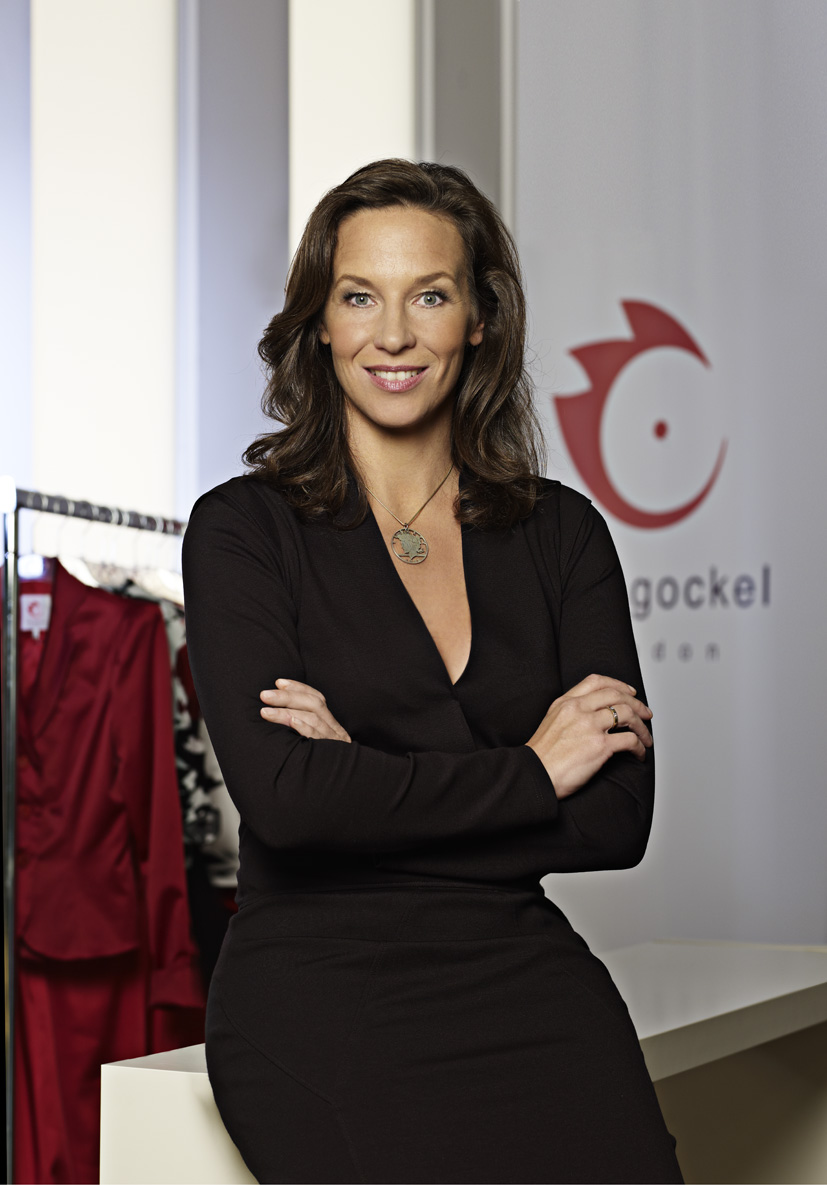
Anja Gockel (2010)

Anja Gockel (* 16. Mai 1968 in Mainz) ist eine deutsche Modedesignerin.
Ihre Kreationen sind auf Modemessen und in Boutiquen weltweit zu finden.
Zu ihren Kundinnen zählen u. a. Königin Silvia von Schweden, Ann-Kathrin Kramer, Barbara Schöneberger, Mina Tander und Marietta Slomka.

## Werdegang
Anja Gockel studierte von 1987 bis 1995 Modedesign an der Hochschule für Angewandte Wissenschaften Hamburg und am Central Saint Martins College of Art and Design in London. Von 1995 bis 1996 arbeitete sie für Vivienne Westwood und kreierte die Linie h’ von Carlotta h’Glesse. 1996 gründete sie ihr eigenes Modelabel Anja Gockel – London für Damenmode.
Im Jahr 2000 kehrte Gockel nach Mainz zurück, wo sie ein Atelier in der Alten Patrone bezog. Dreimal hat sie die Final-Show von Germany’s Next Topmodel von Heidi Klum ausgestattet und zweimal war sie live dabei: Zuerst flog sie für ein Shooting in der vierten Staffel nach Los Angeles, 2010 kamen Klum und ihre Nachwuchsmodels für Gockels Fashionshow nach Berlin. 2014 beteiligte sie sich erstmals an der Pekinger Messe Chic Beijing. 2016 feierte sie auf der Berlin Fashion Week den 20. Geburtstag ihres Modelabels. Im März 2020 eröffnete Anja Gockel ihr Geschäft in Berlin namens Paris44, das sie neben ihrem Laden in Mainz betreibt.
Während der Frankfurt Fashion Week im Juli 2021 präsentierte Anja Gockel auf der Ehrenhofterrasse des Hotels Steigenberger Frankfurter Hof in Frankfurt am Main ihre Kollektion.
Anja Gockel arbeitet in Mainz. Sie ist verheiratet und hat vier Kinder.

## Auszeichnungen (Auswahl)
- 1994: Gewinnerin des Philipp-Morris-Wettbewerbs Parliament of Fashion[2]
- 2012: Goldene Seidenschleife[19]
- 2017: Designerin des Jahres (VDMD)
- 2018: Botschafterin für Design und Modekultur, Netzwerk deutscher Mode- und Textildesigner
- 2019: Auszeichnung als innovative Unternehmerpersönlichkeit mit internationaler Ausstrahlung von der Zukunftsinitiative Rheinland-Pfalz (ZIRP)
- 2020: Auszeichnung der Anja Gockel GmbH vom Ministerium für Wirtschaft, Verkehr, Landwirtschaft und Weinbau Rheinland-Pfalz als eines der 30 nachhaltigsten Unternehmen in Rheinland-Pfalz[20]